# Drakkar de Baie-Comeau
Le Drakkar de Baie-Comeau est une équipe de hockey sur glace de la Ligue de hockey junior majeur du Québec (LHJMQ).

## Historique

### Naissance de la concession
C’est en 1997 que le projet d'avoir une équipe à Baie-Comeau se concrétise grâce, entre autres, à l’un des anciens fondateurs des Nordiques de Québec de la Ligue nationale de hockey, Marius Fortier. L'annonce de l'octroi d'une concession de la LHJMQ à la ville de Baie-Comeau est effectuée à la fin de l'été 1996 à l'hôtel Le Manoir en présence du commissaire du circuit Gilles Courteau, du maire de la ville Claude Martel, et de trois des fondateurs de la concession, Marius Fortier, Marcel Labelle et Michel Beaulieu. L’organisation se donne le nom de Drakkar de Baie-Comeau à la suite d’un concours populaire ; ce nom fait référence aux différentes découvertes archéologiques faites dans la région et prouvant le passage temporaire de vikings en sol nord-côtier.

### Premiers pas et émergence: 1997 à 2000
La première saison du Drakkar a lieu en 1997-1998 sous la gouverne de l’entraîneur Daniel Bissonnette. Cette équipe étant nouvelle, elle doit se construire entièrement à partir d'un repêchage spécial où les joueurs non-protégés par les autres équipes peuvent être sélectionnés par la nouvelle formation. Le Drakkar n'enregistre que 18 victoires pour un total de 41 points au classement et termine en dernière position. Cette saison est marquée par Oleg Timchenko (68 points) et Domenico Scali (55 points) à l’attaque, Dominic Périard et Bruno Saint-Jacques en défense et Nicolas Chabot devant les buts.
La seconde saison se termine par un bilan semblable avec une récolte de 18 victoires pour un total de 44 points, le tout pour la 13e position sur 15 équipes. Au cours de cette deuxième saison, la direction de l’équipe procède à deux changements d’entraîneurs, engageant tour à tour le Baie-Comois Fernand Leblanc puis l’expérimenté Richard Martel. Les joueurs marquants lors de cette saison sont Sylvain Deschâtelets (55 points), Christopher Page (53 points) et Marco Charpentier (50 points) à l’avant, Éric Tremblay, Bruno Saint-Jacques et Dominic Périard en défense et Éric Desjardins comme gardien.
Pour la saison 1999-2000, le Drakkar connaît plus de succès. L’équipe termine en 10e position avec une fiche de 31 victoires, 36 défaites et 5 parties nulles pour un total de 72 points, ce qui permet à l’équipe d’atteindre pour la première fois de son histoire les séries éliminatoires. Faisant face aux Mooseheads d'Halifax, le Drakkar s’incline en six parties. Yanick Lehoux et Marco Charpentier en attaque, Maxime Fortunus, Bruno Saint-Jacques et Dominic Périard en défense et Ghyslain Rousseau devant les filets sont les joueurs marquants pour cette saison.

### Stabilisation et succès: 2000 à 2003
En 2000-2001, la situation s’améliore pour le Drakkar qui, toujours sous le règne de Richard Martel, termine sa saison en 5e position grâce à une fiche de 41 victoires, 23 défaites et 8 nuls pour un total de 90 points. Profitant d’un laissez-passer pour la première ronde des séries, le Drakkar élimine ses grands rivaux, l’Océanic de Rimouski en 5 parties avant d'être battu en finale de conférence par le Titan d'Acadie-Bathurst en 6 rencontres. Les joueurs marquants cette saison-là sont Yanick Lehoux, Marco Charpentier, Pascal Pelletier et Joël Perrault en attaque, Maxime Fortunus, Dominic Périard en défense et David St-Germain devant la cage.
La saison 2001-2002 débute fort bien. Les victoires s’accumulent et les partisans voient leur équipe atteindre la grande finale. La situation se corse en milieu de saison : la vedette de l’équipe, Yanick Lehoux, est en désaccord avec certaines décisions de l’entraîneur Richard Martel et la situation déteint sur le reste de l’équipe. L’avance du Drakkar au classement fond rapidement et l’équipe est reléguée en milieu de peloton dans sa conférence. Elle termine au 7e rang du classement général avec une fiche de 38 victoires, 27 défaites et 7 nuls pour 85 points. Le Drakkar affronte les Screaming Eagles du Cap-Breton en première ronde des séries et s’incline en 5 matchs. Yanick Lehoux prend sa retraite à la suite de cette saison qu’il domine en compagnie de Joël Perrault, Pascal Pelletier, Benoît Mondou et Louis-Philippe Martin en attaque, de Maxime Fortunus, Kevin Deslauriers et Luis Tremblay en défense et de Michel Bergevin-Robinson comme gardien.
En 2002-2003, le Drakkar enregistre sa meilleure saison en l’emportant à 50 reprises en 72 matches, inscrivant ainsi 108 points. Cette année-là, il met la main sur le trophée Jean-Rougeau décerné à l’équipe championne de la saison régulière. Son meilleur joueur, Joël Perrault, termine premier marqueur de la ligue avec 116 points (51 buts et 65 passes) et remporte le trophée Jean-Béliveau. De plus, l'entraîneur-chef et directeur-gérant Richard Martel effectue des transactions visant à mener son équipe aux grands honneurs, faisant venir Olivier Proulx, le défenseur Jean-François David et le gardien Olivier Michaud. Après un repos en première ronde en vertu d'un laissez-passer, le Drakkar élimine les Remparts de Québec en cinq parties. En demi-finale, face aux Mooseheads d'Halifax, la série se prolonge jusqu'à son terme ; lors du septième et dernier match, le Drakkar, décimé par les blessures, est battu 7 à 1 devant un Centre Henry-Leonard comble. Les attaquants Olivier Proulx, Joël Perrault, Pascal Pelletier, Patrick Thoresen, Martin Mandeville, Jean-François Jacques et Charles Linglet et les défenseurs Thierry Douville, Maxime Fortunus et Jean-François David sont les éléments importants de cette édition.

### Une longue reconstruction: 2003 à 2006
Après les départs des meilleurs joueurs de l'édition précédente, la saison 2003-2004 s’annonce très difficile pour le Drakkar qui perd les services de Richard Martel, engagé par les Saguenéens de Chicoutimi et qui est remplacé par son assistant, Martin Laperrière. L'équipe débute cependant bien en récoltant plusieurs victoires mais ne termine finalement la saison qu'avec 21 victoires. Robin Leblanc est le meilleur joueur du Drakkar avec 70 points. L’équipe se qualifie de justesse pour les séries et se fait éliminer en 4 parties par les Wildcats de Moncton.
Le repêchage de la LHJMQ en 2004 se déroule à Baie-Comeau. Le Drakkar repêche entre autres le gardien Michael Dupont et les attaquants Benjamin Breault, Alexandre Picard-Hooper et François Bouchard.
La saison 2004-2005 ressemble beaucoup à la saison précédente. L'entraîneur Martin Laperrière est congédié et remplacé par son assistant, Éric Dubois. Le club gagne 3 victoires de plus et se qualifie pour les séries dans la dernière semaine de la saison régulière. Jean-François Jacques et Alexandre Picard-Hooper sont les meilleurs attaquants lors de cette saison. En série, le Drakkar affronte les Saguenéens de Chicoutimi et leur ancien entraîneur, Richard Martel. Baie-Comeau s’incline en 6 parties face à leurs rivaux du Saguenay.
Au cours de la saison 2005-2006, le Drakkar fait quelques transactions pour améliorer son sort pour les deux prochaines années. Toutefois, l’équipe termine dans le milieu du classement. François Bouchard et Alexandre Picard-Hooper sont les meilleurs joueurs avec une récolte de 100 points chacun. L’équipe perd en série lors de la première ronde face aux Saguenéens de Chicoutimi en seulement 4 parties. C'est également au cours de cette saison qu'est tourné le documentaire de l'ONF sur le monde du hockey junior majeur québécois, Junior, qui met en vedette l'équipe du Drakkar et notamment les joueurs Benjamin Breault, Ryan-James Hand, Alex Lamontagne et Ryan Lehr ainsi que l'entraîneur Éric Dubois.

### Une renaissance ratée: 2006 à 2008
En 2006, le Drakkar fait l’acquisition du défenseur offensif Jean-Philippe Paquet. François Bouchard remporte le championnat des pointeurs de la LHJMQ. Le Drakkar connaît une fin de saison difficile et se classe septième dans sa conférence, à seulement 4 points de son prochain adversaire en série, les Tigres de Victoriaville. Le Drakkar élimine les Tigres en 6 parties. En deuxième ronde, le Drakkar affronte les Foreurs de Val d'Or. Après avoir remporté le premier match de la série, le Drakkar s’incline lors des quatre parties suivantes, ce qui met un terme à sa saison. Encore une fois, François Bouchard et Alexandre Picard-Hooper sont les joueurs dominants de l'équipe.
L'équipe perd beaucoup de vétérans de la saison précédente comme Olivier Donais et Alexandre Picard-Hooper qui sont échangés. Par contre, le Drakkar connaît un bon début de saison avec un nombre important de recrues. À la période de transaction, Baie-Comeau fait l'acquisition de quelques vétérans, dont Pierre-Luc Lessard et Matt Marquardt. L'équipe termine la saison au second rang général. Le Drakkar est éliminé en cinq parties par l'Océanic de Rimouski.

### 2009 à aujourd'hui
Lors de la Saison 2009-2010 de la LHJMQ, Stéphane Hains obtient le poste d'entraîneur-chef. Le Drakkar connait une campagne difficile avec seulement 21 victoires pour 49 points en terminant quatrième de la Division Telus Est et est exclu des séries éliminatoires.
La Saison 2010-2011 de la LHJMQ est la pire de l'histoire de la concession, puisque le Drakkar n'enregistre que 12 victoires pour seulement 34 points, en plus de connaître une séquence de 25 défaites consécutives, soit 2 de moins que le record détenu par les Cataractes de Shawinigan en 1975-1976. La formation termine sixième de la division Telus Est et avant-dernière de toute la ligue et est donc exclue des séries. Stéphane Hains est remercié en novembre et remplacé par Mario Pouliot. Les joueurs marquant pour cette saison sont Jason Missiaen, un gardien de 20 ans venu des Petes de Peterborough de l'OHL, et Raphaël Bussières, un jeune joueur acquis lors de la transaction qui envoie Gabriel Bourque aux Wildcats de Moncton en 2010.
Le repêchage de la LHJMQ en 2011 change grandement l'effectif de la concession. Le Drakkar fait l'acquisition du défenseur-offensif Samuel Carrier, lors du repêchage de la dissolution des Maineiacs de Lewiston. La formation Baie-Comoise possède aussi le premier choix et sélectionne Nathan MacKinnon, joueur de 15 ans. Malgré plusieurs essais, le jeune néo-écossais refuse de rejoindre les rangs de l'équipe et est alors échangé aux Mooseheads d'Halifax. en retour de Carl Gélinas, de Francis Turbide, des choix de première ronde des Mooseheads en 2012 et 2013, et du premier choix des Remparts de Québec en 2013. Ensuite, le Drakkar fait l'acquisition des gardiens Antonio Mastropietro des Tigres de Victoriaville et de Jimmy Appleby des Remparts de Québec. L'attaquant tchèque Tomáš Filippi est aussi acquis de Québec puis finalement le Drakkar obtient les droits de Jonathan Lessard,du Titan d'Acadie-Bathurst.
Au début de la Saison 2011-2012 de la LHJMQ, le Drakkar obtient Sacha Guimond, laissé au ballottage par les Knights de London. Le Drakkar connait un début de saison de neuf victoires contre une défaite lors des dix premiers matchs mais après avoir stagné au milieu du classement pendant la majeure partie de la saison, une dégringolade se produit. Le Drakkar de Baie-Comeau annonce quelques mouvements de personnel à la date limite des transactions, notamment l’arrivée de l’attaquant David Rose ainsi que le rappel du midget AAA du gardien Philippe Cadorette et de l’attaquant Robbie Graham. En faisant l’acquisition du joueur de 20 ans David Rose, le Drakkar est dans l’obligation de se séparer d'un joueur de 20 ans qui s'avère être le gardien Antonio Mastropietro. Le Drakkar termine 13e au classement général (29-34-1-4) et se qualifie tout de même pour les séries, malgré une dernière place dans la division Telus Est. Cette fin de saison coûte son poste à Mario Pouliot, remercié le 13 mars alors qu'il ne reste que 3 matchs au calendrier régulier. Il est remplacé par le directeur général Steve Ahern jusqu'à la fin de la saison. Au premier tour des séries éliminatoires, le Drakkar surprend les Tigres de Victoriaville qui avaient terminé l'année au 4e rang avec 31 points de plus au classement général que le Drakkar, avec une victoire en 4 matchs. L'équipe doit cependant s'avouer vaincue au tour suivant par les futurs champions, les Sea Dogs de Saint-Jean. L'année suivante, le Drakkar remporte le championnat de la division Telus-Est et termine 2e au classement général derrière les Mooseheads d'Halifax. Ils perdent contre cette même équipe en finale de la Coupe du président.
Le Drakkar commence la saison 2013-2014 en tant que favori.[réf. nécessaire]  Lors de la période des fêtes, l'équipe fait l'acquisition de Maxime St-Cyr des Huskies de Rouyn-Noranda et de Charles Hudon des Saguenéens de Chicoutimi. Le Drakkar mise sur trois joueurs de 20 ans en défense : Alexandre Chênevert, Francis Turbide et Gabriel Verpaelst. C'est Philippe Cadorette qui défend le filet nord-côtier. Le Drakkar termine en tête du classement à l'issue de la saison et gagne le 2e trophée Jean-Rougeau de son histoire. De plus, il remporte le trophée Robert-Lebel pour avoir accordé le moins de buts à l'adversaire. En séries éliminatoires, le Drakkar élimine facilement les Cataractes de Shawinigan et les Huskies de Rouyn-Noranda en quatre parties. En demi-finale, le Drakkar affronte l'Armada de Blainville-Boisbriand. Après avoir remporté les deux premières parties, le Drakkar s'incline lors des trois suivantes si bien que l'équipe fait face à l'élimination. Les Baie-Comois connaissent un regain de vie et reviennent de l'arrière lors du match numéro 6 pour égaliser la série. Le Drakkar remporte la série lors du match numéro 7 devant leurs partisans et accède à la grande finale pour une deuxième année consécutive. Ils affrontent les Foreurs de Val D'Or. La série se rend une fois de plus à la limite et c'est devant un Centre Henry Leonard rempli à craquer et extrêmement bruyant que se joue l'ultime rencontre. Malgré une remontée impressionnante de trois buts pour créer l'égalité et une foule en liesse, le Drakkar s'incline après un rebond chanceux qui mena au but gagnant des Foreurs marqué par Anthony Mantha avec moins d'une minute à jouer.

### 20eanniversaire
Le Drakkar de Baie-Comeau fête son 20e anniversaire lors de la saison 2016-2017. Pour cette occasion, l'organisation du Drakkar crée un nouveau logo qui sera, entre autres, sur le troisième chandail du Drakkar. Lors de l'été 2016, l'organisation et la Ville reçoivent le Dragon Harald Fairhair au port de Baie-Comeau dans le cadre des festivités du 20e. Les dirigeants du Drakkar ont remis symboliquement un chandail au capitaine du « Draken » Bjorn Ahlander, arborant le numéro 16 pour rappeler au capitaine, l’année où s’est déroulée cette rencontre historique. Baie-Comeau accueille également la finale de la super série Canada-Russie le 17 novembre 2016 au Centre Henry-Leonard pour l'occasion.

## Identité

### Logos

Logo de la franchise depuis 1997.
Logo secondaire de 1999 à 2009.
Logo secondaire de 2005 à 2009.

### Mascotte
La mascotte officielle du Drakkar de Baie-Comeau a pour nom "Snorri". Sympathique guerrier normand à la longue tignasse blonde tressée et coiffée d'un casque de guerre, la mascotte porte ce nom en mémoire d'un prolofique écrivain islandais des XIIe et XIIIe siècles, Snorri Sturluson. Un récit raconte également que Snorri est le nom donné au premier nouveau-né scandinave ayant vu le jour au Nouveau-Monde lors des expéditions vikings près des côtes d'Amérique du Nord.

## Rivalités
Le Drakkar entretient plusieurs rivalités au sein de la LHJMQ. Historiquement, l'Océanic de Rimouski, les Saguenéens de Chicoutimi et les Remparts de Québec ont toujours fait partie des grands rivaux de l'équipe, alors qu'ils ont pratiquement toujours évolués au sein de la même division. Cependant, les derniers affrontements en séries éliminatoires entre le Drakkar et l'une de ces équipes remontent respectivement à 2008, 2009 et 2006.
D'abord, l'Océanic de Rimouski est l'équipe la plus géographiquement rapprochée de Baie-Comeau. Cette rivalité a été entretenue avant même l'apparition de l'équipe nord-côtière, dans le but certain d'attirer plus de spectateurs aux parties locales du Drakkar. Après un certain essoufflement au début des années 2000 et une première série éliminatoire entre ces deux équipes en 2001 (remportée par Baie-Comeau), cette rivalité a connu un certain regain en 2008 alors que le Drakkar, l'une des équipes favorites du circuit en séries éliminatoires, est éliminé par l'Océanic en cinq parties dès la première ronde.
La concession baie-comoise est également rivale aux Saguenéens de Chicoutimi depuis de nombreuses années. Rivalité d'abord bon enfant, celle-ci est devenue plus sérieuse à la suite du départ de plusieurs employés importants du Drakkar (notamment l'instructeur Richard Martel et le recruteur Pierre Parent) vers l'équipe saguenéenne. De plus, deux affrontements consécutifs en séries éliminatoires (2005 et 2006) entre ces deux équipes, deux fois à l'avantage des Saguenéens, auront contribué à endurcir cette opposition.
Finalement, la rivalité avec les Remparts de Québec a pris son véritable envol avec la prise de contrôle de l'équipe par l'ancien gardien de but Patrick Roy et l'arrivée comme instructeur-adjoint de l'ancien entraîneur-chef du Drakkar, Martin Laperrière. Cette rivalité repose non seulement sur des bases sportives, (quelques affrontements en séries éliminatoires) mais également sur des bases financières. Le Drakkar est une équipe de petit marché ne pouvant se permettre d'offrir des contrats intéressants à des joueurs étrangers, alors que les Remparts constituent l'une des plus prospères organisations de la Ligue canadienne de hockey.
Ces quatre équipes (Baie-Comeau, Chicoutimi, Québec et Rimouski) forment la division Telus-Est de la LHJMQ lors des saisons 2008-2009 et 2009-2010,.
Depuis 2013, une rivalité s'est développée avec l'Armada de Blainville-Boisbriand, les Foreurs de Val-d'Or et les Mooseheads d'Halifax. Bien que les matchs entre le Drakkar et ces équipes soient plutôt rares, les parcours en séries éliminatoires ont créé un peu d'animosité.
D'abord, l'Armada a disputé deux demi-finales (2013 et 2014) aux nord-côtiers, tous deux remportées par ces derniers. On se souviendra particulièrement d'une bataille générale à la fin d'un match à Boisbriand, lors de la première de ces deux séries. De plus, il fallut plus de cinq saisons au Drakkar avant de remporter un match de saison régulière au Centre d'excellence Sports Rousseau.

## Statistiques
| Saison    | PJ | V  | D  | N | DP | DTB | % V  | BP  | BC  | Pts | Classement                    | Séries éliminatoires       |
| --------- | -- | -- | -- | - | -- | --- | ---- | --- | --- | --- | ----------------------------- | -------------------------- |
| 1997-1998 | 70 | 18 | 47 | 5 | -  | -   | 29,3 | 215 | 332 | 41  | 7e de la division Frank-Dilio | Non qualifié               |
| 1998-1999 | 70 | 18 | 44 | 8 | -  | -   | 31,4 | 208 | 297 | 44  | 7e de la division Frank-Dilio | Non qualifié               |
| 1999-2000 | 72 | 31 | 31 | 5 | 5  | -   | 50   | 257 | 285 | 72  | 3e de la division Est         | Éliminé au 1er tour        |
| 2000-2001 | 72 | 41 | 23 | 8 | 0  | -   | 62,5 | 283 | 255 | 90  | 1er de la division Est        | Éliminé au 3e tour         |
| 2001-2002 | 72 | 38 | 25 | 7 | 2  | -   | 59   | 288 | 231 | 85  | 2e de la division Est         | Éliminé au 1er tour        |
| 2002-2003 | 72 | 50 | 14 | 6 | 2  | -   | 75   | 319 | 213 | 108 | 1er de la division Est        | Éliminé au 3e tour         |
| 2003-2004 | 70 | 21 | 42 | 5 | 2  | -   | 35   | 195 | 285 | 49  | 5e de la division Est         | Éliminé au 1er tour        |
| 2004-2005 | 70 | 24 | 37 | 5 | 4  | -   | 40,7 | 208 | 280 | 57  | 5e de la division Est         | Éliminé au 1er tour        |
| 2005-2006 | 70 | 30 | 38 | - | 2  | 0   | 44,3 | 249 | 285 | 62  | 7e de la division Ouest       | Éliminé au 1er tour        |
| 2006-2007 | 70 | 35 | 26 | - | 1  | 8   | 56,4 | 304 | 285 | 79  | 7e de la division Telus       | Éliminé au 2e tour         |
| 2007-2008 | 70 | 45 | 19 | - | 2  | 4   | 68,6 | 249 | 210 | 96  | 2e de la division Telus       | Éliminé au 1er tour        |
| 2008-2009 | 68 | 22 | 37 | - | 7  | 2   | 39   | 206 | 297 | 53  | 4e de la division Telus Est   | Éliminé au 1er tour        |
| 2009-2010 | 68 | 21 | 40 | - | 4  | 3   | 30,9 | 187 | 297 | 49  | 4e de la division Telus Est   | Non qualifié               |
| 2010-2011 | 68 | 12 | 46 | - | 6  | 4   | 25   | 151 | 266 | 34  | 6e de la division Telus Est   | Non qualifié               |
| 2011-2012 | 68 | 29 | 34 | - | 1  | 4   | 46,3 | 217 | 341 | 63  | 6e de la division Telus Est   | Éliminé au 2e tour         |
| 2012-2013 | 68 | 44 | 19 | - | 2  | 3   | 68,4 | 274 | 191 | 93  | 1er de la division Telus Est  | Finaliste                  |
| 2013-2014 | 68 | 47 | 16 | - | 2  | 3   | 72,8 | 255 | 170 | 99  | 1er de la division Telus Est  | Finaliste                  |
| 2014-2015 | 68 | 35 | 25 | - | 5  | 3   | 57,4 | 227 | 237 | 78  | 4e de la division Est         | Éliminé au 2e tour         |
| 2015-2016 | 68 | 14 | 49 | - | 2  | 3   | 24,3 | 147 | 302 | 33  | 6e de la division Est         | Non qualifié               |
| 2016-2017 | 68 | 26 | 32 | - | 6  | 4   | 45,6 | 203 | 230 | 62  | 5e de la division Est         | Éliminé au 1er tour        |
| 2017-2018 | 68 | 30 | 33 | - | 4  | 1   | 47,8 | 224 | 257 | 65  | 4e de la division Est         | Éliminé au 1er tour        |
| 2018-2019 | 68 | 49 | 15 | - | 2  | 2   | 75   | 306 | 189 | 102 | 1er de la division Est        | Éliminé au 1er tour        |
| 2019-2020 | 64 | 24 | 29 | - | 7  | 4   | 46,1 | 196 | 240 | 59  | 4e dans la division Est       | Séries annulées (Covid-19) |
| 2020-2021 | 36 | 8  | 26 | - | 1  | 1   | 25,0 | 82  | 137 | 18  | 6e de la division Est         | Éliminé au 1er tour        |
| 2021-2022 | 68 | 24 | 35 | - | 4  | 5   | 41,9 | 201 | 247 | 57  | 4e de la division Est         | Éliminé au 1er tour        |
| 2022-2023 | 68 | 30 | 32 | - | 4  | 2   | 48,5 | 205 | 244 | 66  | 4e de la division Est         | Éliminé au 1er tour        |
| 2023-2024 | 68 | 53 | 12 | - | 2  | 1   | 80,1 | 290 | 163 | 109 | 1er de la division Est        | Saison en cours ?          |

## Personnalités

### Joueurs

#### Numéros retirés
Le dimanche 12 septembre 2010 au Centre Henry-Leonard alors que les Cataractes de Shawinigan sont les visiteurs, l'organisation du Drakkar procède au premier retrait d'un chandail en honorant son ancien défenseur et capitaine, Maxime Fortunus. L'ancien numéro 18, qui a porté l'uniforme baie-comois de 1999 à 2004 (soit toute sa carrière junior), marque 40 buts et inscrit 148 points en 285 parties jouées. Il était capitaine de son équipe lors de certaines des meilleures saisons de son histoire, notamment la campagne 2002-2003 de 50 victoires et 108 points.
Fortunus a plus tard porté les couleurs des IceGators de la Louisiane dans l'ECHL, des Aeros de Houston, du Moose du Manitoba et des Stars du Texas dans l'AHL et des Stars de Dallas dans la LNH.
Le samedi 8 octobre 2016, au Centre Henry-Leonard alors que les Tigres de Victoriaville sont les visiteurs, le Drakkar a procédé au retrait du chandail #26 de Yanick Lehoux.

### Entraîneurs-chefs
- 1997-1998 à 1998-1999 : Daniel Bissonnette
- 1998-1999 : Fernand Leblanc
- 1998-1999 à 2003-2004 : Richard Martel
- 2003-2004 à 2004-2005 : Martin Laperrière
- 2004-2005 à 2008-2009 : Éric Dubois
- 2009-2010 à 2010-2011 : Stéphane Hains
- 2010-2011 à 2011-2012 : Mario Pouliot
- Séries 2011-2012 : Steve Ahern
- 2012-2013 à 2013-2014 : Éric Veilleux
- 2014-2015 à 2015-2016 : Marco Pietroniro
- Fin 2016 : Steve Ahern
- 2016-2017 à 2018-2019 : Martin Bernard
- 2019-2020 : Jon Goyens
- Depuis 2020-2021 : Jean-François Grégoire